# Waterville (Nueva York)
Waterville es una villa ubicada en el condado de Oneida en el estado estadounidense de Nueva York. En el año 2000 tenía una población de 1,155 habitantes y una densidad poblacional de 501 personas por km².

## Geografía
Waterville se encuentra ubicada en las coordenadas 42°55′54″N 75°22′36″O / 42.93167, -75.37667.

## Demografía
Según la Oficina del Censo en 2000 los ingresos medios por hogar en la localidad eran de $37,563, y los ingresos medios por familia eran $46,761. Los hombres tenían unos ingresos medios de $32,009 frente a los $23,333 para las mujeres. La renta per cápita para la localidad era de $17,219. Alrededor del 12.3% de la población estaban por debajo del umbral de pobreza.